# Berkeley Square
Berkeley Square (/bɑrkliː/) è una piazza nel West End di Londra, nella Città di Westminster. È stata originariamente costruita a metà del XVIII secolo dall'architetto William Kent. La piazza prende il nome da Berkeley, Gloucestershire, la cui omonima famiglia nobile fece costruire Berkeley House, non lontana dalla piazza fino al 1733, anno della sua distruzione a causa di un incendio.

## Storia
Berkeley Square era in origine una zona prevalentemente residenziale, mentre ora solo un lato della piazza è impiegato per le abitazioni, che sono tra le più ricercate. Dalla quantità limitata e dalla grande richiesta ne è conseguito un aumento del prezzo, uno dei più alti sul mercato immobiliare.
Al centro della piazza è presente la fontana realizzata nel 1865 dallo scultore preraffaellita Alexander Munro. I platani orientali sono tra i più antichi di Londra, piantati nel 1789.
Gli edifici intorno alla piazza sono stati progettati prevalentemente da Robert Adam, di cui si ricorda Lansdowne House (sede dal 1935 del Lansdowne Club e del Club di Morton, tra i club privati più esclusivi di Londra).

## Lista delle attività commerciali di Berkeley Square
- John Aspinall
- Clermont Club
- ArcelorMittal
- AlianceBernstein
- Banares Restourant
- Brother Services London Ltd
- Carlyle Group
- City Office
- David Aaron Ancient Art
- Hatton Corporation
- Jack Barclay
- Marcer Pasqua Property & Sales
- Rolls-Royce Motor Cars

### Attività scomparse
- Gunter's Tea Shop, antica pasticceria fondata sotto l'insegna At the Pineapple, nel 1757, da Domenico Negri, poi gestita da generazioni dalla famiglia Gunter.

## Trasporti
Berkeley Square è facilmente raggiungibile dalla stazione metropolitana di Green park sulla Piccadilly line, Jubilee line, Victoria line e dalla stazione metropolitana di Bond Street sulla Central line.